# Blodsbrödraskap
Blodsbrödraskap är ett avtal som ingås mellan obesläktade personer, i allmänhet män, för att ge dem samma rättigheter och plikter som bröder förenade genom blodsband.
Avtalet etableras vanligen genom någon ritual där blandar blod med varandra, eller dricker varandras blod, i vissa fall blandat med öl eller vatten, eller förtär det med mat. I vissa fall delar de endast en måltid med speciell föda, med tanken att det skapar likadant blod.
Seden är känd i hela världen, men särskilt utbredd i Afrika söder om Sahara. En variant förekom i forntiden i Norden, det så kallade fostbrödralaget.